# Drysdalia rhodogaster
Drysdalia rhodogaster là một loài rắn trong họ Rắn hổ. Loài này được Jan mô tả khoa học đầu tiên năm 1873.